# رابین اسلوان
رابین اسلوان (انگلیسی: Robin Sloan؛ زادهٔ ۱۹ دسامبر ۱۹۷۹) رمان‌نویس، و نویسنده اهل ایالات متحده آمریکا است. مشهورترین اثر وی که رمان نخست او هم می‌باشد کتابی است تحت عنوان کتابفروشی ۲۴ ساعته آقای پنامبرا که در سال ۲۰۱۲ منتشر گردید.